# 芥屋海水浴場

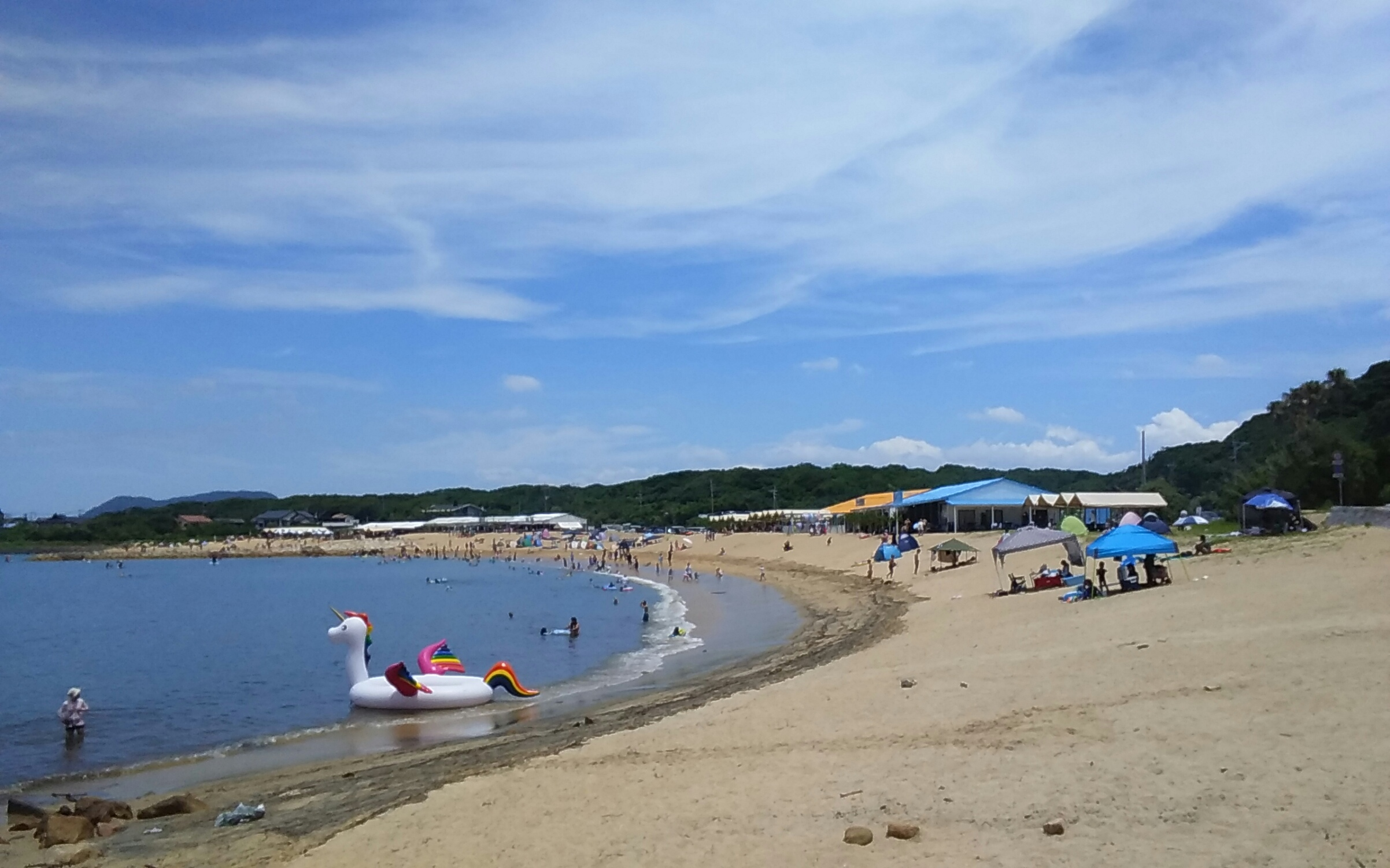
芥屋海水浴場

芥屋海水浴場（けやかいすいよくじょう）は、福岡県糸島市志摩芥屋の海水浴場。糸島半島の西部にあり、玄界灘に面している。

## 概要
玄海国定公園内にあり、快水浴場百選に選ばれるほど透明度が高い。美しい海岸線で知られ、湾内にあるため波は穏やかである。近隣には芥屋キャンプ場や芥屋の大門も位置している。また、サンセットライブの会場にもなっている。

## 交通アクセス
- JR九州筑肥線筑前前原駅から昭和バス芥屋ゆきに乗車し「芥屋」下車、徒歩4分（330m）。
- マイカーの場合、西九州自動車道前原東暫定出入口から約12㎞。
- 駐車場あり